# لیک برانسون (مینه‌سوتا)
لیک برانسون، مینه‌سوتا (به انگلیسی: Lake Bronson, Minnesota) یک شهر در ایالات متحده آمریکا است که در شهرستان کیتسان، مینه‌سوتا واقع شده‌است.

## خصوصیات
لیک برانسون ۱٫۵۵ کیلومترمربع مساحت و ۲۲۹ نفر جمعیت دارد و ۲۹۳ متر بالاتر از سطح دریا واقع شده‌است.